# Acacia mimica
Acacia mimica é uma espécie de leguminosa do gênero Acacia, pertencente à família Fabaceae.